# Per amor vostro
Per amor vostro è un film del 2015 diretto da Giuseppe M. Gaudino.
Il film è interpretato da Valeria Golino, Massimiliano Gallo e Adriano Giannini. È stato presentato in concorso alla 72ª Mostra internazionale d'arte cinematografica di Venezia, dove Valeria Golino ha vinto la Coppa Volpi per la migliore interpretazione femminile.

## Trama
Napoli. Anna Ruotolo è un'ignava: da bambina era spigliata e coraggiosa, ma adesso no. Ha una vita grigia e, solo a volte, "a colori" come quando si affaccia sulla terrazza di casa sua che  dà sul mare. Inoltre ha una famiglia problematica: ha tre figli adolescenti, di cui uno sordo, mentre il marito manesco Luigi, che vorrebbe tanto cacciare di casa, è invischiato nell'usura. Il riscatto arriva quando Anna inizia a lavorare come gobbista per una fiction locale, con protagonista il vanesio Michele Migliaccio, di cui subisce il fascino fin da subito: la sua vita grigia da marionetta sempre e troppo disposta ad aiutare gli altri sta per finire.

## Promozione
Il primo trailer del film è stato diffuso il 28 agosto 2015.

## Distribuzione
Il film è stato distribuito in Italia il 17 settembre 2015 da Officine UBU.

## Accoglienza

### Incassi
Il film ha riscosso un buon successo di pubblico. Nel primo weekend di programmazione nelle sale il film ha incassato più di 159000 €, arrivando alla 14ª settimana di programmazione consecutiva, per un incasso totale di 500675 €. (dato aggiornato al 4 febbraio 2016)

### Critica
Il film è stato generalmente accolto positivamente dalla critica italiana. Secondo Federico Pontiggia di cinematografo.it «il film gioca tra registri, formati e generi, ma sa sempre le carte che ha in mano, e sono buone: nessun bluff, piuttosto, una ventata di aria fresca che ci fa sussultare sulle poltrone e dà uno scossone – meglio, un calcio in culo – al cinema italiano che si vorrebbe nuovo ma non è. Sì, Per amor vostro è un titolo che mantiene la dedica. Applausi» ().
Secondo Massimo Bertarelli de Il Giornale si tratta di «malinconico, quasi cupo, melodramma in bianco e nero», l'interpretazione di Valeria Golino che giudica abbia meritato la Coppa Volpi, «spicca in un bel ritratto di donna orgogliosa e sensibile, ma di esagerato candore». Anche Paolo Mereghetti de il Corriere della Sera ha apprezzato la performance di Valeria Golino, definendo il film «forte e originale nel raccontare la miseria quotidiana di chi sa di non essere del tutto innocente», che però «perde intensità per un eccesso di sottolineature che non allargano lo sguardo ma finiscono per soffocare [...] quella confusione morale e sentimentale che Anna vive sulla propria pelle e da cui cerca confusamente di liberarsi» ().
Su L'Espresso, Emiliano Morreale ha apprezzato il film e l'interpretazione di Valeria Golino «meritatissima Coppa Volpi a Venezia» (). «Un film libero, emozionante, unico di un regista che non ha paura di rischiare, di osare» dice Cristina Piccino su Il manifesto «La storia di Anna è [...] semplice e oscura come le vite di chi si mette nell'ombra e finge di nulla». Il personaggio di Anna, definito «unico nel cinema italiano», ha una «forma che rompe»: «sarà per questo che è stato accolto con distanza» conclude.
Secondo Giancarlo Zappoli di mymovies.it «Gaudino affida alle poderose spalle interpretative di Valeria Golino le innumerevoli sfaccettature di una persona che si fa presente/passato e forse anche futuro e ne viene ripagato quasi che il nome di finzione che le attribuisce volesse, più o meno inconsciamente, far correre il pensiero a una 'grande' del cinema come Anna Magnani».
Concita De Gregorio (La Repubblica) esalta il ruolo di Valeria Golino che dichiara superba ma mette in risalto il ruolo della piccola Anna descrivendo gli occhi della piccola Sara Tancredi come uno specchio del mare (la bimba ha degli stupendi occhi blu).

## Riconoscimenti
- 2016 - David di Donatello
  - Candidatura a Migliore attrice protagonista a Valeria Golino
- 2016 - Nastro d'argento
  - Candidatura a Regista del miglior film a Giuseppe M. Gaudino
  - Candidatura a Migliore attrice protagonista a Valeria Golino
  - Candidatura a Migliore attore non protagonista a Massimiliano Gallo e Adriano Giannini
  - Candidatura a Migliore fotografia a Matteo Cocco
  - Candidatura a Miglior montaggio a Giogiò Franchini
  - Candidatura a Migliore colonna sonora a Epsilon Indi
- 2015 - Mostra internazionale d'arte cinematografica di Venezia
  - Coppa Volpi per la migliore interpretazione femminile a Valeria Golino
  - Premio Pasinetti alla migliore attrice a Valeria Golino
  - Candidato al Leone d'oro a Giuseppe M. Gaudino
  - RdC Awards Premio Colonna Sonora a Epsilon Indi
- 2016 - Bari International Film Festival
  - Premio Anna Magnani - Miglior attrice protagonista a Valeria Golino
  - Premio Alberto Sordi - Miglior attore non protagonista a Massimiliano Gallo
  - Premio Ennio Morricone - Migliori musiche a Epsilon Indi